# Mircea Frățică

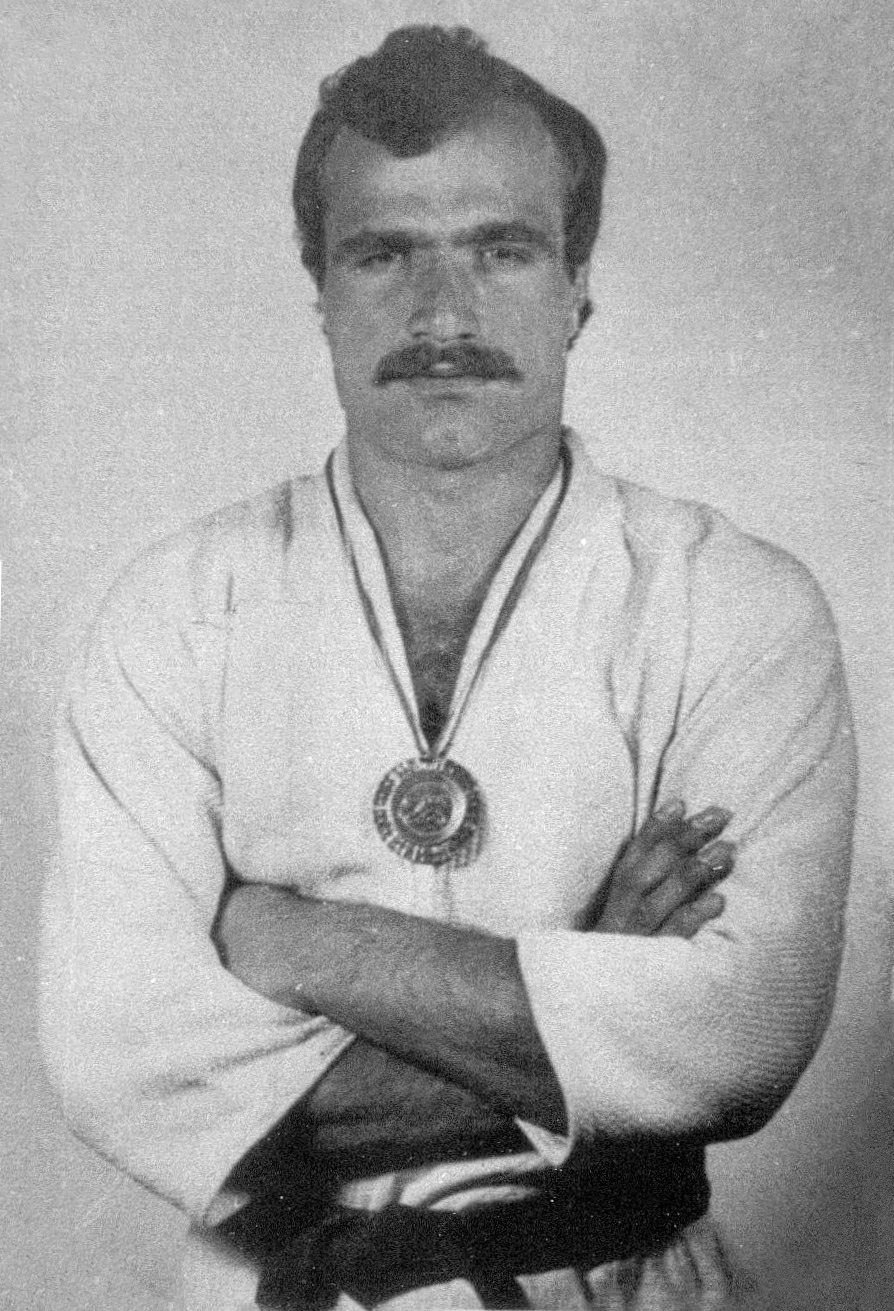
Mircea Frățică

Mircea Frățică (* 14. Juli 1957 in Pogoanele) ist ein ehemaliger rumänischer Judoka. Er trat im Halbmittelgewicht (bis 78 kg) an, 1982 war er Europameister in dieser Gewichtsklasse.

## Sportliche Karriere
Der 1,75 m große Mircea Frățică gewann 1980 bei den Europameisterschaften in Wien die Bronzemedaille. Beim olympischen Turnier 1980 in Moskau erreichte er mit drei Siegen das Halbfinale, das der spätere Olympiasieger Schota Chabareli aus der Sowjetunion gewann. Im Kampf um Bronze unterlag Frățică gegen Harald Heinke aus der DDR, der Rumäne belegte letztlich den fünften Platz. Bei den Europameisterschaften 1982 erreichte er mit vier Siegen das Finale und gewann dieses gegen Schota Chabareli. Im Jahr darauf stand er bei den Europameisterschaften 1983 bereits nach zwei Siegen im Halbfinale gegen den Briten Neil Adams, nach der Halbfinalniederlage unterlag er im Kampf um Bronze gegen den Polen Andrzej Sadej und belegte den fünften Platz. Bei den Weltmeisterschaften im gleichen Jahr verlor er das Viertelfinale gegen Neil Adams, den Kampf um Bronze gewann Frățică gegen den Jugoslawen Filip Leščak. 
Bei den Olympischen Spielen 1984 in Los Angeles erreichte Mircea Frățică mit vier Siegen das Halbfinale, wo er auf den späteren Olympiasieger, den Deutschen Frank Wieneke traf. Den Kampf um Bronze gewann der Rumäne gegen den Japaner Hiromitsu Takano. 1985 belegte Frățică bei den Europameisterschaften noch einmal den fünften Platz. Danach endete seine sportliche Karriere.